# In Kyo-don
In Kyo-don (hangul: 인교돈; rr: In Gyodon; Incheon, 27 de junho de 1992) é um taekwondista sul-coreano, medalhista olímpico.

## Carreira
Formado pela Universidade Yongin, Kyo-don conquistou a medalha de bronze nos Jogos Olímpicos de Verão de 2020 em Tóquio, após confronto contra o esloveno Ivan Trajkovič na categoria acima de 80 kg. Ele ganhou a medalha de ouro no Grand Slam Mundial de Taekwondo de 2017 na categoria peso pesado.